# Minong (condado de Washburn, Wisconsin)
Minong es un pueblo ubicado en el condado de Washburn en el estado estadounidense de Wisconsin. En el Censo de 2010 tenía una población de 917 habitantes y una densidad poblacional de 4,99 personas por km².

## Geografía
Minong se encuentra ubicado en las coordenadas 46°6′59″N 91°55′37″O / 46.11639, -91.92694. Según la Oficina del Censo de los Estados Unidos, Minong tiene una superficie total de 183.84 km², de la cual 164.34 km² corresponden a tierra firme y (10.61%) 19.5 km² es agua.

## Demografía
Según el censo de 2010, había 917 personas residiendo en Minong. La densidad de población era de 4,99 hab./km². De los 917 habitantes, Minong estaba compuesto por el 97.06% blancos, el 0.11% eran afroamericanos, el 0.65% eran amerindios, el 0.11% eran asiáticos, el 0% eran isleños del Pacífico, el 0.22% eran de otras razas y el 1.85% pertenecían a dos o más razas. Del total de la población el 3.05% eran hispanos o latinos de cualquier raza.